# Arimany (cognom)

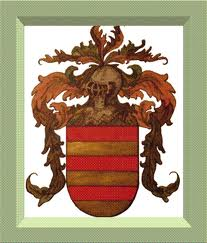
Escut de la família Arimany

Arimany és un cognom català d'origen germànic que pot presentar les variacions Alimany i Arumany. Procedeix d'una forma de vida i ofici. «arimannus», i les seves variants: Llatina medieval a «erimannus», o longobarda «hariman», estan formats per dos mots: AR/ER¬- del gòtic “harjis” i del franc “hari” i significa “exèrcit”. MANNO/MAN- del franc, significa “home”. Així ho transcriuríem com: "Home de l'exèrcit" (militar, guerrer), altres interpretacions ho signifiquen com a “exèrcit gran, poderós”.

## Història
L'ús de la paraula «arimanno» va iniciar-se amb un dels pobles de la germania, en concret dels longobards o llombards (significa llarga barba). era aquest un poble del grup dels germànica orientals que eren d'origen escandinau (lloc de naixement de la majoria de les nacions germàniques), i en concret de Suècia i que es van assentar en les terres del baix Elba i cap a l'any 400 van anar cap al Danubi a través de Bohèmia. Aquest poble, seminòmada van viatjar, lluitant i conquerint diversos pobles cap al sud fins a arribar envair i ocupar el nord d'Itàlia, cap a l'any 526, per després envair-la tota al 568. Poc després es van passar al catolicisme. Els longobards van restar al lloc fins que van ser derrotats per Pipí I el Breu, Rei dels francs, en atendre el crit d'ajuda del Papa en veure's agredit. l'any 774, l'emperador Carlemany fill de Pipí els va subjugar, afegint al seu títol, ser rei dels longobards.
Dins l'organització del poble longobard, les arimannia, eren els terrenys en què inclosa la població, eren concedides als soldats tant a títol individual com a grupal amb l'obligació de prestar un servei militar a cavall i de pagar per això un impost personal o reial. Aquests terrenys solien estar en llocs estratègics. Els arimannos de l'estat longobard, eren els militars, els guerrers lliures posseïdors de béns aloidals. “dal longobardo hariman e dal tedesco heermanner, divenuto in latino medievale arimanus, uomo d'arme, uomo dell'esercito. Con questo termine nelle fonti giuridiche longobarde venivano definiti gli uomini liberi appartenenti all'esercito che godevano della pienezza dei diritti politici e civili”. Segons Miquel Arimany en la seva biografia, explica que el cognom podria significar "Home d'Eri". Eri era una contrada del Regne de Germània d'on procedien els que amb aquest nom se'n van venir a Catalunya cap a l'any 800, en l'època de la coronació de l'emperador Carlemany. Aquesta dada no s'ha pogut confirmar. Potser no anava tan mal encaminat, ja que és probable que després de la victòria de Carlemany sobre els longobards, alguns d'aquestos l'acompanyes en una de les seves incursions en terres catalanes contra els musulmans, previ pas per l'actual França, i s'instal·lés a Catalunya.
Durant els segles VIII al IX, hi ha diferents documents en l'antic Regne d'Itàlia, en que diversos personatges van adoptar el mot «arimannus» com a nom i altres com a sobrenom. Cap al segle x en començar a aparèixer l'ús dels cognoms per diferenciar a les persones, aquest es va afegir al nom de les persones d'una família, els quals l'havien agafat del nom propi i/o de l'ofici i forma de vida d'un avantpassat. Durant el segle xi, i dins de Catalunya, tenim el primer grup familiar compost de 5 germans, (Miro, galceran i, arnau, bernat i guisad), Aquestos i els seus descendents, ja usaven «Erimannus» com a cognom, si mes no, com a sobrenom.